# ده میر جعفرخان
ده میر جعفرخان، روستایی است از توابع بخش مرکزی شهرستان هیرمند در استان سیستان و بلوچستان.
این روستا در دهستان جهان آباد قرار دارد و بر اساس سرشماری سال ۱۳۸۵ جمعیت آن (۲۳۳ خانوار) ۱٬۱۰۷ نفر 
بوده‌است.